# Port lotniczy Kigoma
Port lotniczy Kigoma (IATA: TKQ, ICAO: HTKA) – port lotniczy położony w Kigomie, w regionie Kigoma, w Tanzanii.

## Linie lotnicze i połączenia
| Linia Lotnicza | Kierunek                      |
| -------------- | ----------------------------- |
| Air Tanzania   | 1. Bużumbura 2. Dar es Salaam |